# Chotýšany
Chotýšany (Duits: Kotischan) is een Tsjechische gemeente in de regio Midden-Bohemen en maakt deel uit van het district Benešov. Het dorp ligt op 7 kilometer afstand van Vlašim en op 10 kilometer afstand van de stad Benešov.
Chotýšany telt 674 inwoners (2024).

## Geografie
De gemeente bestaat uit de volgende plaatsen:
- Chotýšany;
- Křemení;
- Městečko;
- Pařezí.

## Geschiedenis
De eerste schriftelijke vermelding van Chotýšany dateert van 1250.

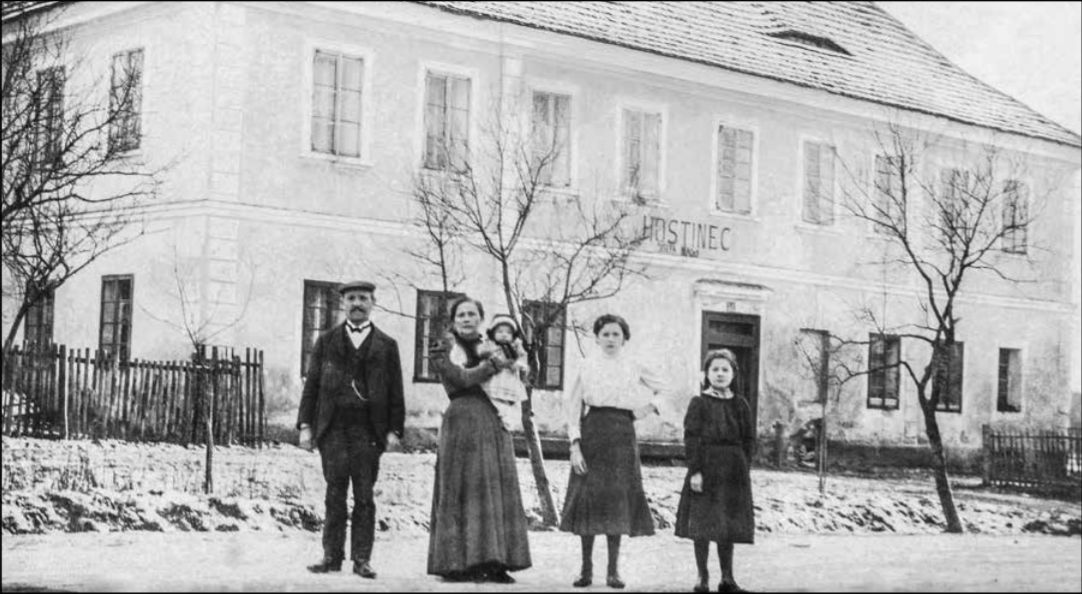
Herberg Nóva hospoda/Na Chotýšce (ca. 1920)

Bij de bushalte Chotýšany, Chotýšany staat een voormalige herberg genaamd Nová hospoda, ook wel bekend als Na Chotýšce. De herberg werd vóór 1823 gebouwd door Jan Jaroš, afkomstig uit Pelhřimov. Al tijdens de aanleg van de weg erlangs baatte hij een kantinelokaal voor arbeiders uit. De binnenplaats van de herberg bood plaats aan maximaal vijftig karren en rijtuigen. Nová hospoda was de grootste langs de weg, met grote stallen en beschikte zelfs over een smederij. Jan Jaroš verkocht de herberg in 1834 aan František Kaňek uit Červená Řečice. Nadat de spoorlijn in 1895 in de buurt van Chotýšany werd aangelegd, nam het belang van de herberg af.
In 1960 werd Chotýšany ingedeeld bij het district Benešov.

## Voorzieningen
Er zijn een basisschool, postkantoor en café in het dorp.

## Verkeer en vervoer

### Autowegen
De gemeente wordt doorkruist door de regionale weg II/112 Pelhřimov - Vlašim - Benešov. 

### Spoorlijnen
Er is geen station in Chotýšany. Het dichtstbijzijnde station is in het tot de gemeente behorende dorp Městečko, dat bediend wordt door treinen van spoorlijn 222 Benešov - Trhový Štěpánov.

### Buslijnen
Er zijn vijf bushaltes in de gemeente:
| Halte                        | Lijnen  | Trajecten                         | Vervoerders  |
| ---------------------------- | ------- | --------------------------------- | ------------ |
| Chotýšany, Chotýšany         | 406 773 | Benešov - Vlašim Benešov - Vlašim | CŠAD Benešov |
| Chotýšany, Křemení           | 406     | Benešov - Vlašim                  | CŠAD Benešov |
| Chotýšany, Městečko, Rozchod | 406 773 | Benešov - Vlašim                  | CŠAD Benešov |
| Chotýšany, Rozchod           | 406 773 | Benešov - Vlašim                  | CŠAD Benešov |
| Chotýšany, Rozchod Pařezí    | 406 773 | Benešov - Vlašim                  | CŠAD Benešov |

### Fietsroute
Fietsroute 0072 Olbramovice - Postupice - Bílkovice - Divišov - Český Šternberk loopt door het dorp.

## Bezienswaardigheden
- Dorpsvijver;
- Voormalig kasteel;
- Sint-Galluskerk.

## Galerij

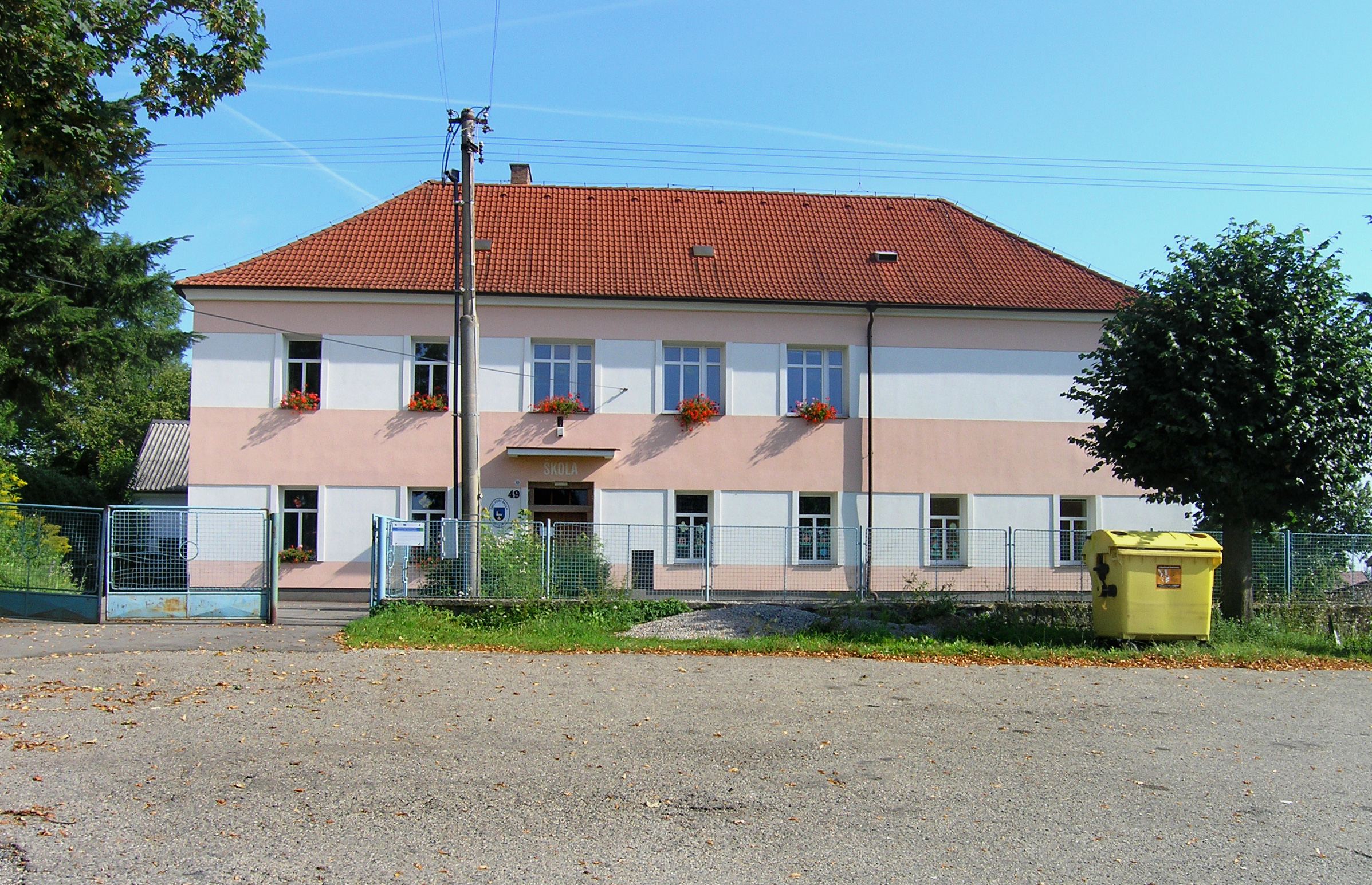
Basisschool (2011)
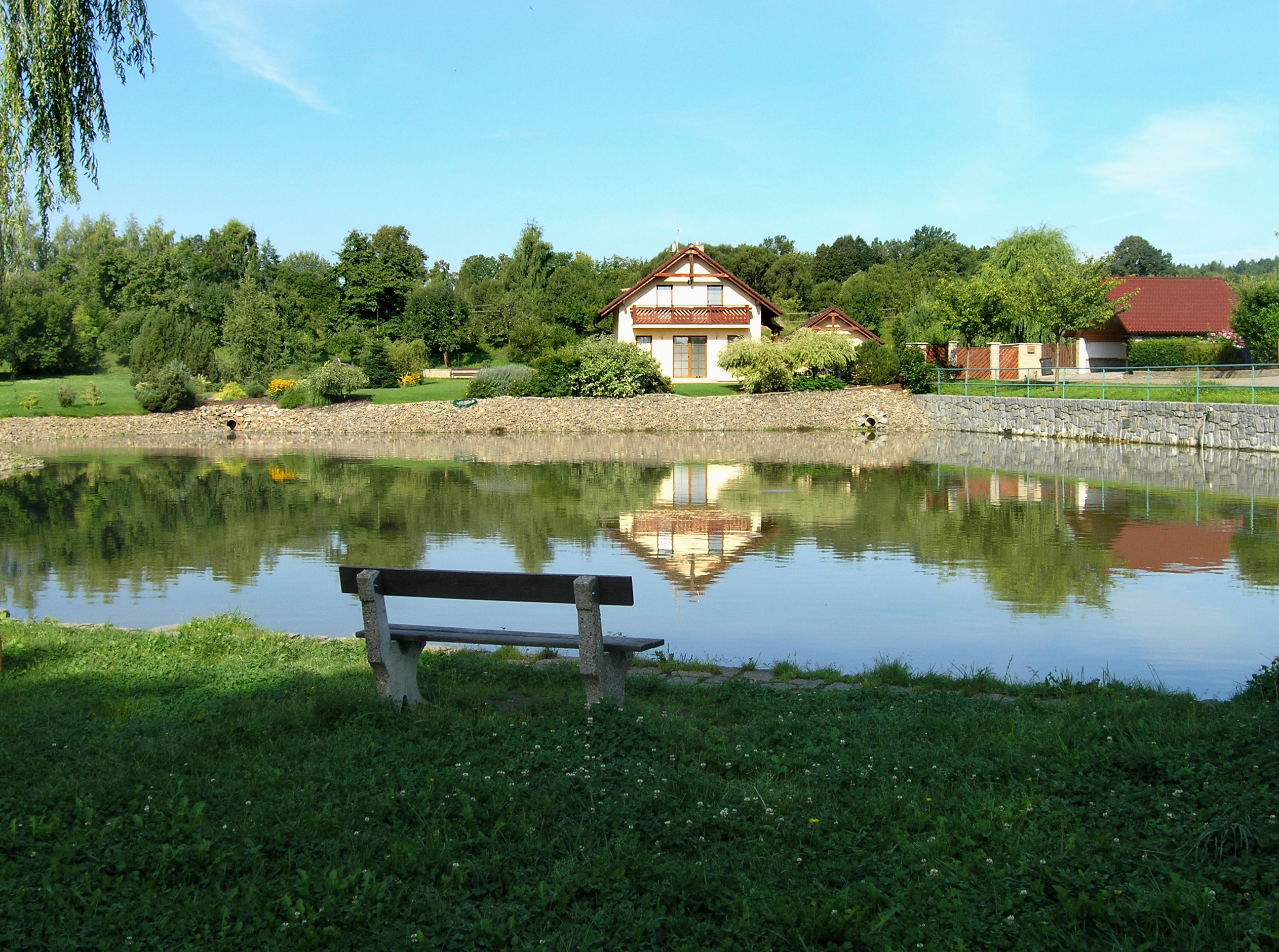
Dorpsvijver (2011)
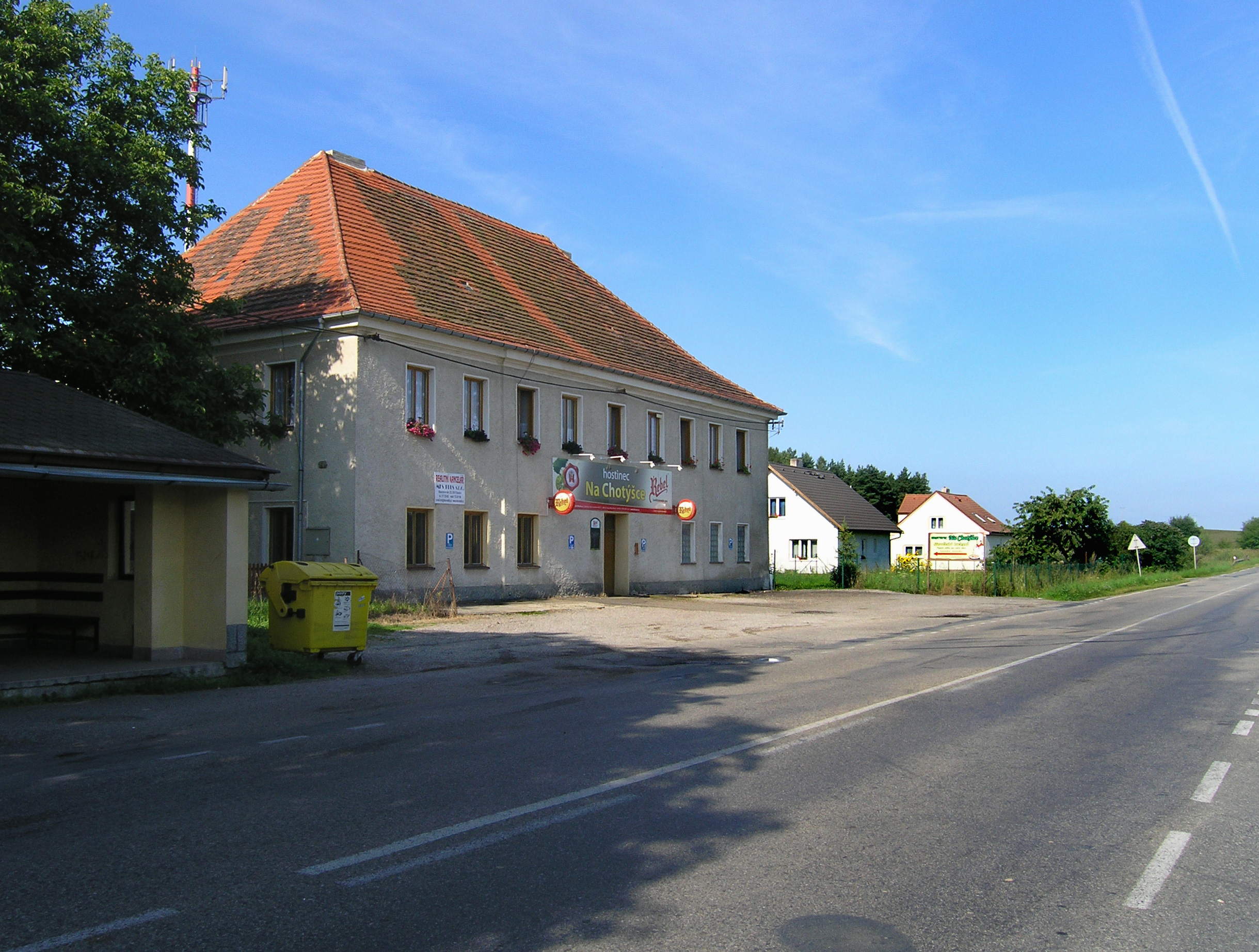
Hoofdstraat (2011)
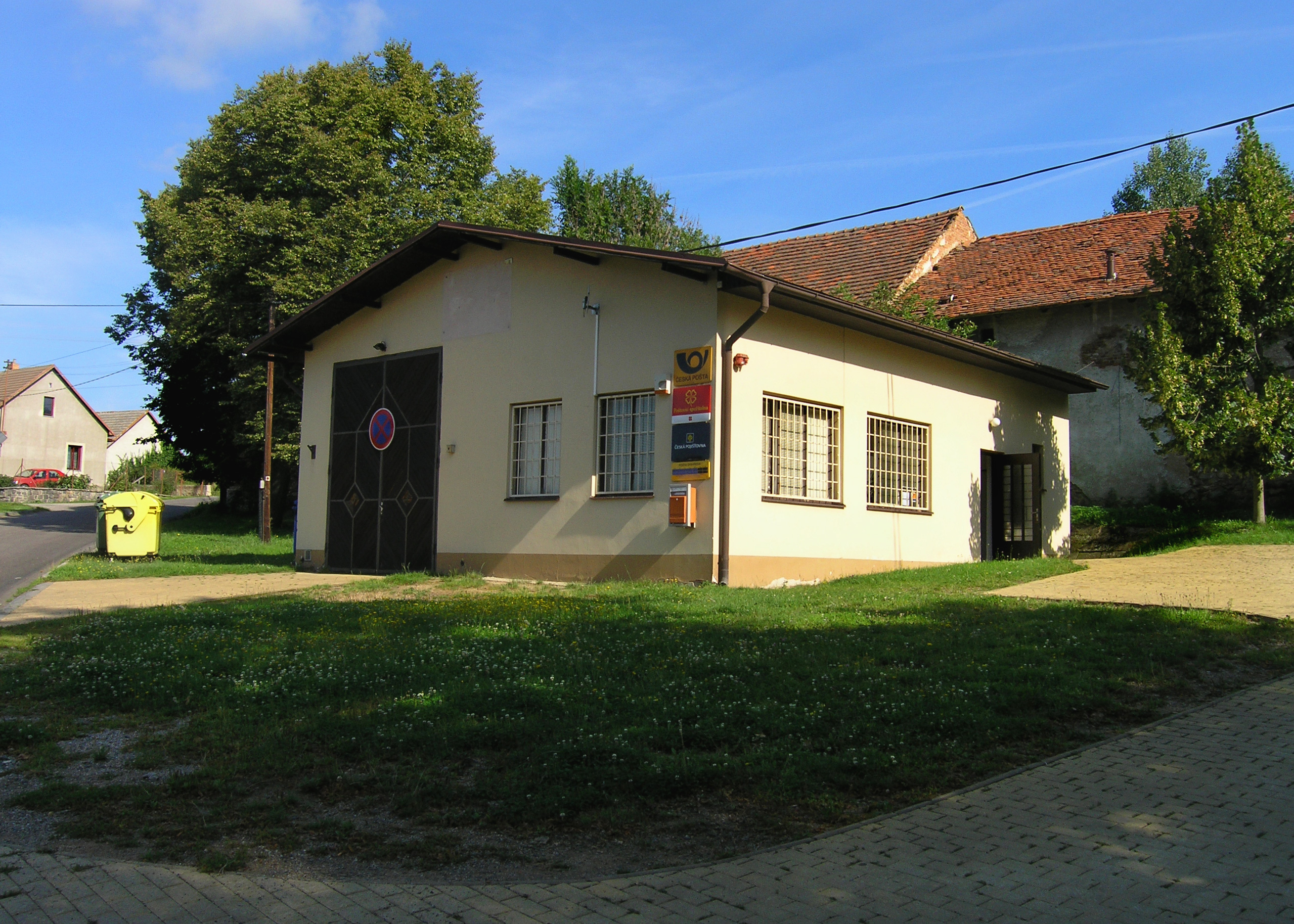
Postkantoor (2011)
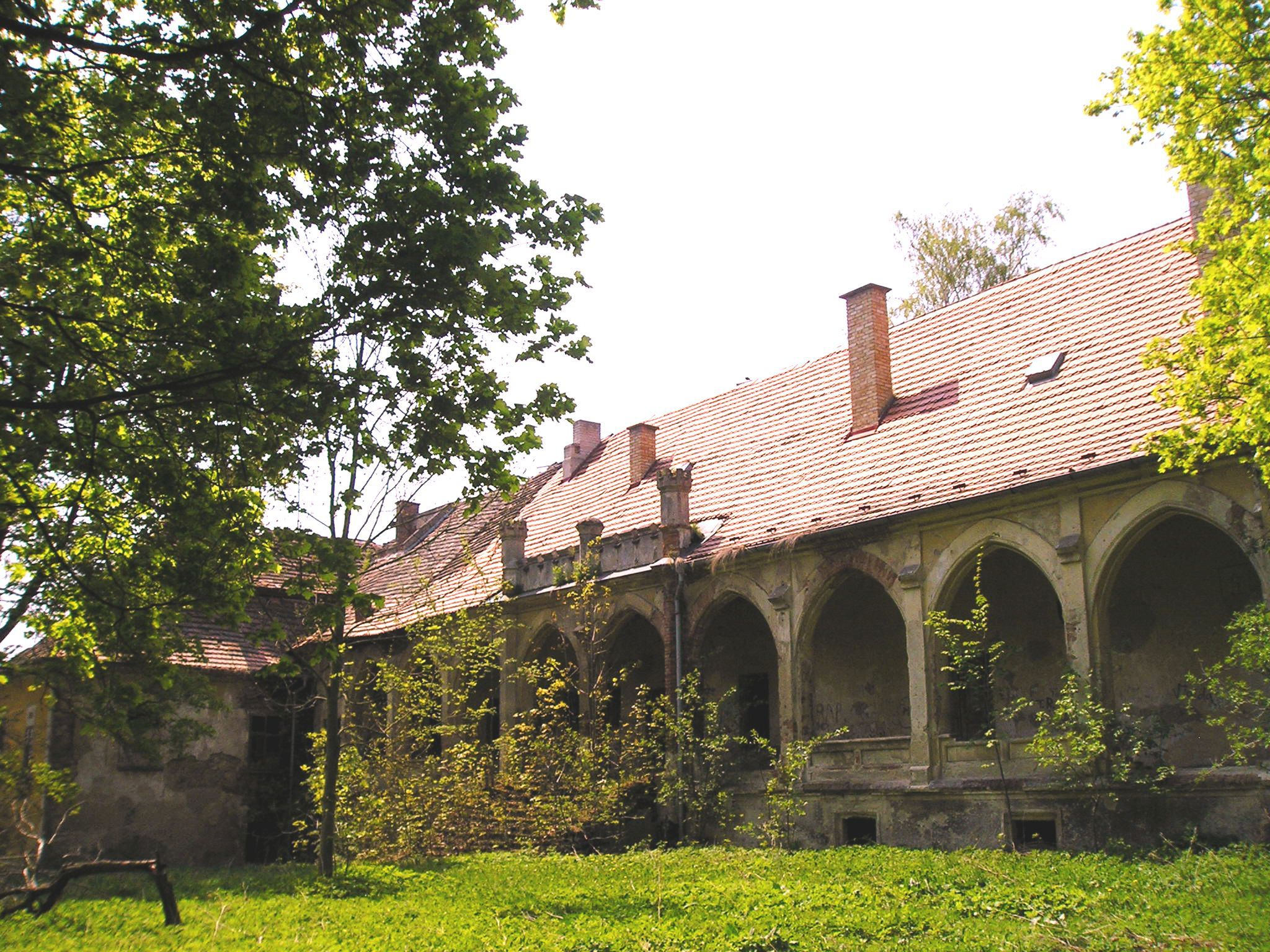
Voormalig kasteel (2005)
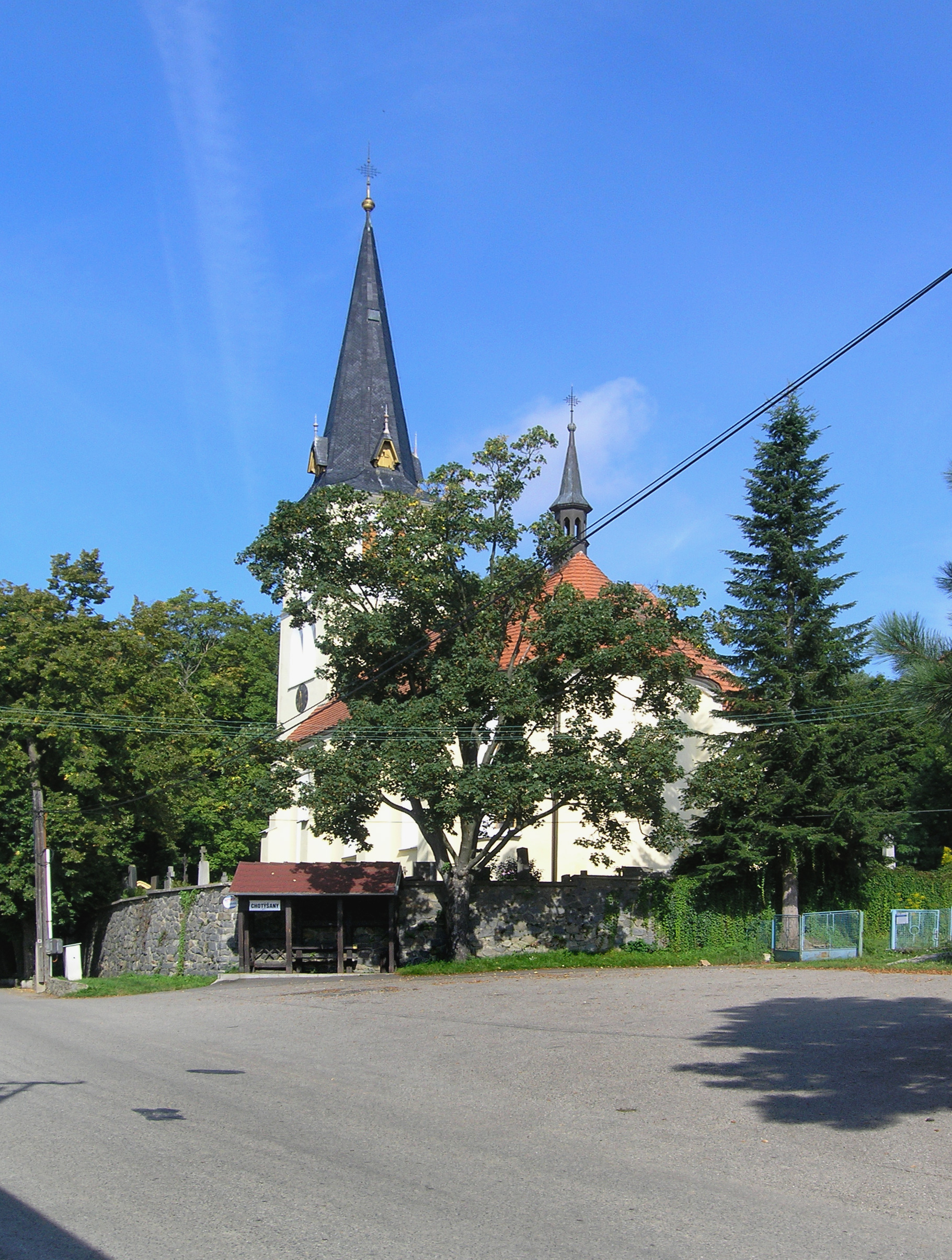
Sint-Galluskerk (2011)
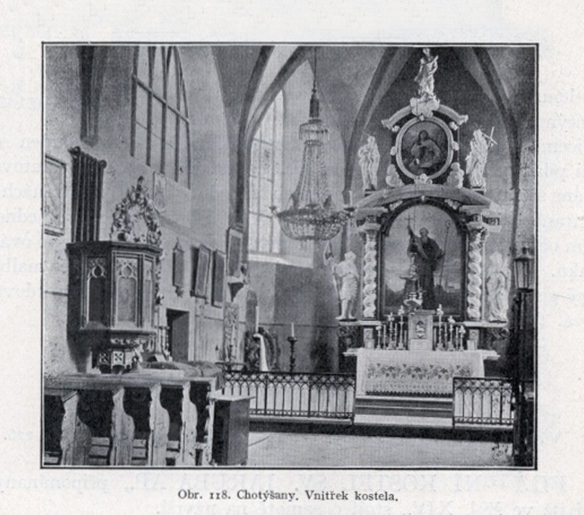
Binnenzijde van de kerk (1911)
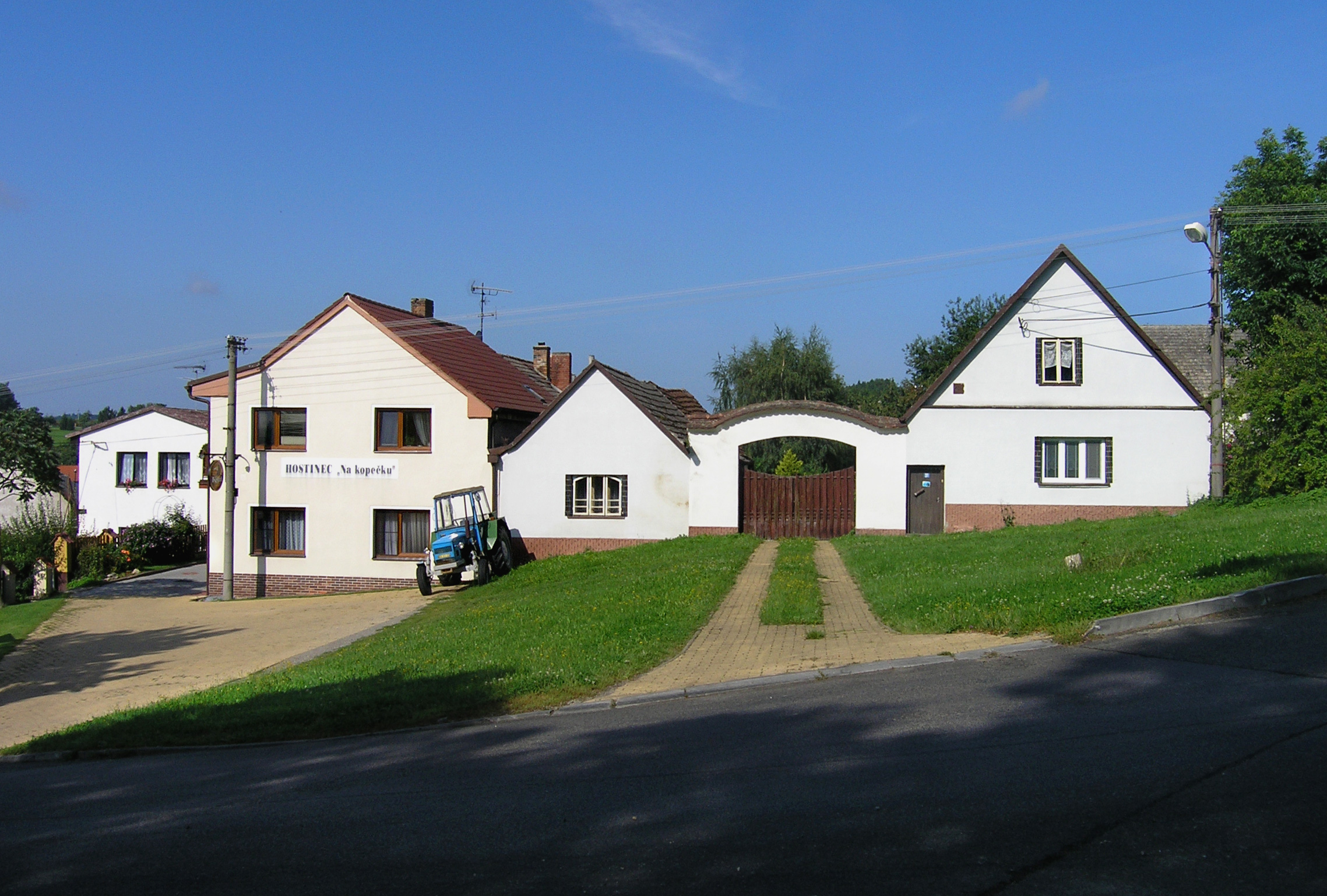
Dorpscafé (2011)